# Las Pilas del Sauz de Peña
Las Pilas del Sauz de Peña är en ort i Mexiko.   Den ligger i kommunen Jerécuaro och delstaten Guanajuato, i den centrala delen av landet, 190 km nordväst om huvudstaden Mexico City. Las Pilas del Sauz de Peña ligger 2 120 meter över havet och antalet invånare är 160.
Terrängen runt Las Pilas del Sauz de Peña är kuperad söderut, men norrut är den platt. Runt Las Pilas del Sauz de Peña är det ganska tätbefolkat, med 70 invånare per kvadratkilometer. Närmaste större samhälle är Apaseo el Alto, 14,6 km norr om Las Pilas del Sauz de Peña. I omgivningarna runt Las Pilas del Sauz de Peña växer huvudsakligen savannskog.